# HMS Ardent (1975)
HMS Ardent (F184) – brytyjska fregata rakietowa typu 21 z okresu zimnej wojny. Okręt wziął udział w wojnie o Falklandy, gdzie 22 maja 1982 roku został zatopiony przez argentyńskie lotnictwo.

## Historia
Zamówienie na kolejną fregatę typu 21 zostało złożone w stoczni Yarrow Shipbuilders w Glasgow 17 kwietnia 1973 roku. Rozpoczęcie budowy okrętu miało miejsce 26 lutego 1974 roku. Wodowanie nastąpiło 9 maja 1975 roku, wejście do służby 13 października 1977 roku.
W kwietniu 1982 roku, po wybuchu wojny o Falklandy, wraz z innymi brytyjskimi okrętami został skierowany w rejon spornych wysp w celu odbicia zajętych przez Argentynę terenów. 21 maja 1982 roku okręt pełnił służbę u wybrzeży Falklandów, gdzie do jego głównych zadań należało zapewnienie obrony przeciwlotniczej i ostrzeliwanie pozycji argentyńskich w rejonie miejscowości Goose Green. Tego dnia fregata stała się celem ataku argentyńskich samolotów A-4 Skyhawk. „Ardent” otrzymał dwa trafienia 500-kilogramowych bombami, które eksplodowały w rejonie hangaru śmigłowca. W wyniku trafienia okręt zaczął płonąć, zniszczeniu uległa wyrzutnia pocisków przeciwlotniczych, a także system zasilania w energię, który obsługiwał m.in. działo kaliber 114 mm. Podczas kolejnego ataku w okręt trafiły kolejne bomby, które go unieruchomiły, spowodowały przechył i przyczyniły się do podjęcia decyzji o opuszczeniu jednostki przez załogę. Część atakujących argentyńskich samolotów po wykonaniu ataku została zestrzelona przez brytyjskie samoloty Sea Harrier.
Ostatnią osobą, która opuściła pokład tonącego HMS „Ardent”, był jego dowódca Alan West, który za swoją postawę otrzymał Distinguished Service Cross. W wyniku ataku zginęło w sumie 22 członków załogi okrętu. Płonąca i opuszczona jednostka zatonęła 22 maja 1982 roku. Obecnie wrak jest oznaczony jako miejsce chronione przed nieuprawnioną eksploracją.